# Världsmästerskapet i schack 1896
Världsmästerskapet i schack 1896 var en titelmatch mellan den regerande världsmästaren Emanuel Lasker och utmanaren Wilhelm Steinitz. Den spelades i Moskva mellan den 6 november 1986 och 15 januari 1897. Matchen slutade med en överlägsen seger för Lasker som behöll världsmästartiteln.
Det var en returmatch efter att Lasker hade erövrat titeln 1894. Lasker vann tio partier mot Steinitz två. Fem partier slutade remi.
Enligt Tidskrift för Schack (som vid den här tiden gavs ut i Köpenhamn) var Laskers seger väntad men överraskande stor: ”At Lasker vilde gaa sejrrig ud af Matchen, kunde man efter Utfaldet af tidligare Kampe mellem de to Mestre paa Forhaand være temmelig sikker paa; men at han skulde vise en saa knusende Overlegenhed over sin trods Alderen endnu aandskraftige og frygtede Motstander, havde vel de færreste ventet.”
Tidskriften var också kritisk till kvaliteten på partierna och klagade på en bristande variation i spelöppningarna och att det saknades eleganta, publikfriande kombinationer, som på Adolf Anderssens och Paul Morphys tid.

## Bakgrund
Steinitz hade hunnit bli 60 år men uppmuntrad av ett bra resultat i turneringen i Sankt Petersburg 1895–1896 (tvåa efter Lasker) utmanade han ändå Lasker på en returmatch.
Turneringen i Nürnberg sommaren 1896 gick inte lika bra för Steinitz (sjätte plats) och det var få som trodde att han hade någon chans att återta titeln.

## Regler
Matchen spelades som först till tio vunna partier.

## Resultat
| Namn             | Parti | Parti | Parti | Parti | Parti | Parti | Parti | Parti | Parti | Parti | Parti | Parti | Parti | Parti | Parti | Parti | Parti | Poäng |
| Namn             | 1     | 2     | 3     | 4     | 5     | 6     | 7     | 8     | 9     | 10    | 11    | 12    | 13    | 14    | 15    | 16    | 17    | Poäng |
| ---------------- | ----- | ----- | ----- | ----- | ----- | ----- | ----- | ----- | ----- | ----- | ----- | ----- | ----- | ----- | ----- | ----- | ----- | ----- |
| Emanuel Lasker   | 1     | 1     | 1     | 1     | ½     | 1     | ½     | ½     | ½     | 1     | 1     | 0     | 0     | 1     | ½     | 1     | 1     | 12½   |
| Wilhelm Steinitz | 0     | 0     | 0     | 0     | ½     | 0     | ½     | ½     | ½     | 0     | 0     | 1     | 1     | 0     | ½     | 0     | 0     | 4½    |